# Královice
Královice (deutsch Kralowitz) ist eine Gemeinde in Tschechien. Sie befindet sich fünf Kilometer nordnordwestlich von Slaný und gehört zum Okres Kladno.

## Geographie
Das Dorf liegt in der Talmulde des Bakovský potok in der Kladno-Schlaner Ebene. Nördlich erhebt sich der Hügel Za Hájem (314 m) und im Süden der Řipec (316 m).
Nachbarorte sind Dřínov im Nordosten, Drchkov, Bakov und Želevčice im Osten, Otruby im Südosten, Trpoměchy und Slaný im Süden, Lotouš im Südwesten sowie Neprobylice und Kutrovice im Westen.

## Geschichte
Das Dorf Královice entstand wahrscheinlich am Übergang vom 13. zum 14. Jahrhundert und ist seit 1316 nachweisbar. Besitzer waren örtlich Landadelsfamilien, deren Sitz die Feste Královice war. Während der Hussitenkrieg wurde diese Feste zerstört. 1531 gelangte das Dorf an die Familie Borsita von Martinic. Jaroslav Borsita von Martinic tauschte 1614 Královice und Plchov beim Domkapitel St. Veit in Prag gegen Tuchlovice ein.
Nach dem Ständeaufstand 1618 eignete sich Vodolan d. Ä. Pětipaský den Ort an. 1623 wurde er konfisziert und gelangte an das Kapitel zurück. Verwaltet wurde der Besitz durch die gleichfalls zu St. Veit gehörige Herrschaft Třebíz.
Nach der Ablösung der Patrimonialherrschaften wurde Královice 1850 eine selbstständige Gemeinde und hatte 1887 333 Einwohner.

## Wappen
Eine zweibogige goldene Brücke über einem blauen Schild mit fünf goldenen sechsspitzigen Sternen teilt das rote Schildhaupt mit einem von zwei weißen Rosen mit goldenem Butzen begleiteten sechsspitzigen goldenen Stern ab.

## Sehenswürdigkeiten
- Kapelle am Dorfplatz, erbaut in der Mitte des 18. Jahrhunderts
- Sandsteinbrücke über den Bakovský potok mit Statuen des Hl. Johannes von Nepomuk und des Hl. Wenzel, aufgestellt im 2. Drittel des 18. Jahrhunderts
- Historischer Speicher
- Eisenbahnbrücke, erbaut zum Ende des 19. Jahrhunderts

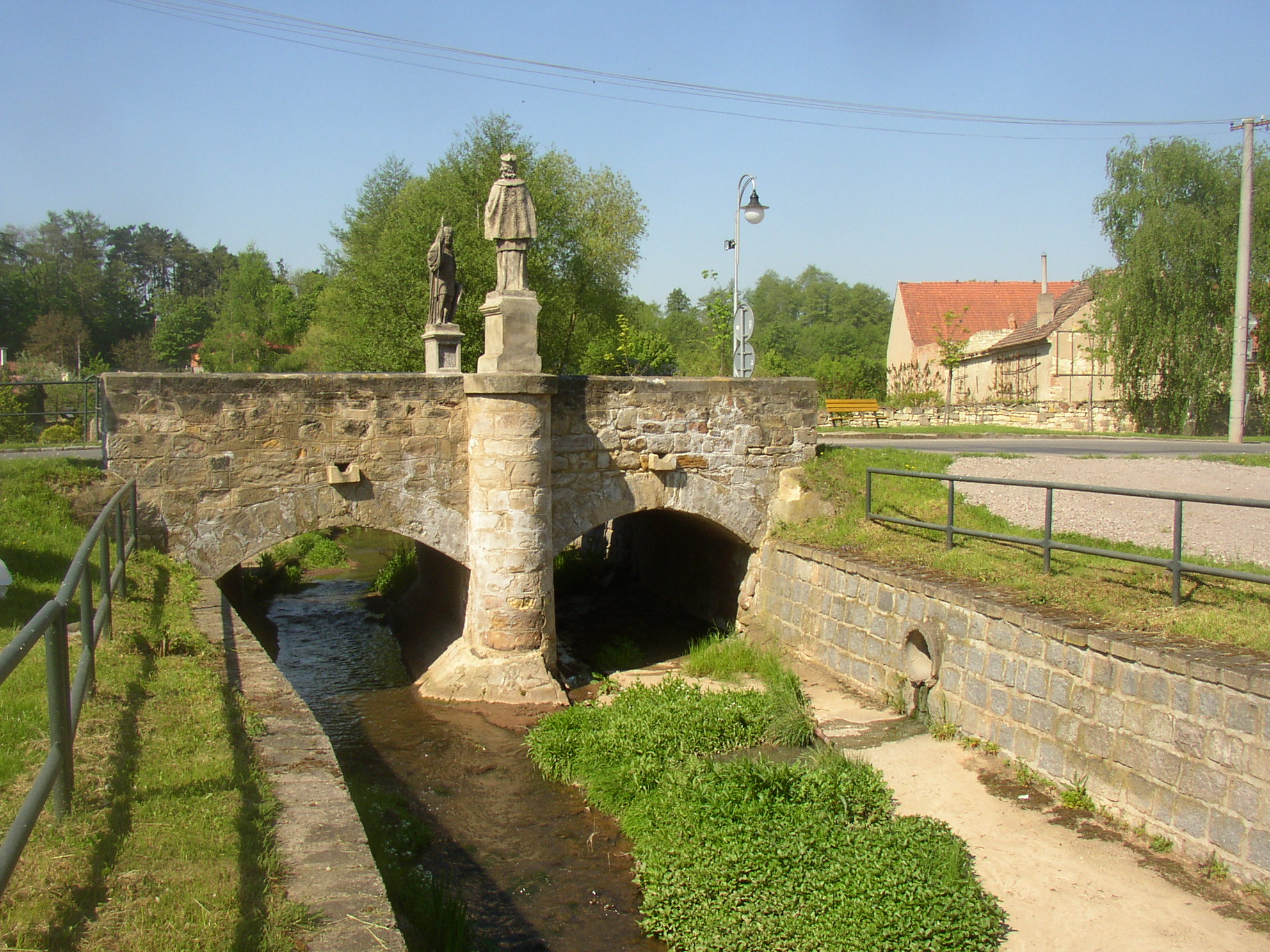
Brücke über den Bakovský potok